# 7629 Форос
7629 Форос (7629 Foros) — астероїд головного поясу, відкритий 19 серпня 1977 року.
Тіссеранів параметр щодо Юпітера — 3,510.